# Тобізен Герман Августович
Герман Августович фон-Тобізен (нар. 21/(3 червня) 1845 — пом. 9 січня 1917) — балтійській німець російського підданства, державний діяч російської імперії 19/20-сторіччя, Томський та Харківський губернатор, сенатор, дійсний таємний радник.

## Біографія
Закінчив Імператорське училище правознавства з чином IX класу (1865) і поступив на службу в Міністерство юстиції. У 1868 році був товаришем прокурора Калузького окружного суду.
Камер-юнкер (1871), камергер (1881), дійсний статський радник (1883), таємний радник (1893), гофмейстер (1894), сенатор (1902), дійсний таємний радник (1910).
Перейшовши до Міністерства внутрішніх справ, 28 квітня 1878 року був призначений Ліфляндским віце-губернатором і залишався на цій посаді до 15 березня 1890 року, коли був призначений Томським губернатором. За час роботи в Ризі двічі виконував обов'язки Ліфляндського губернатора: з 1 грудня 1882 року по 18 січня 1883 року і з 13 травня по 21 червня 1885 року.

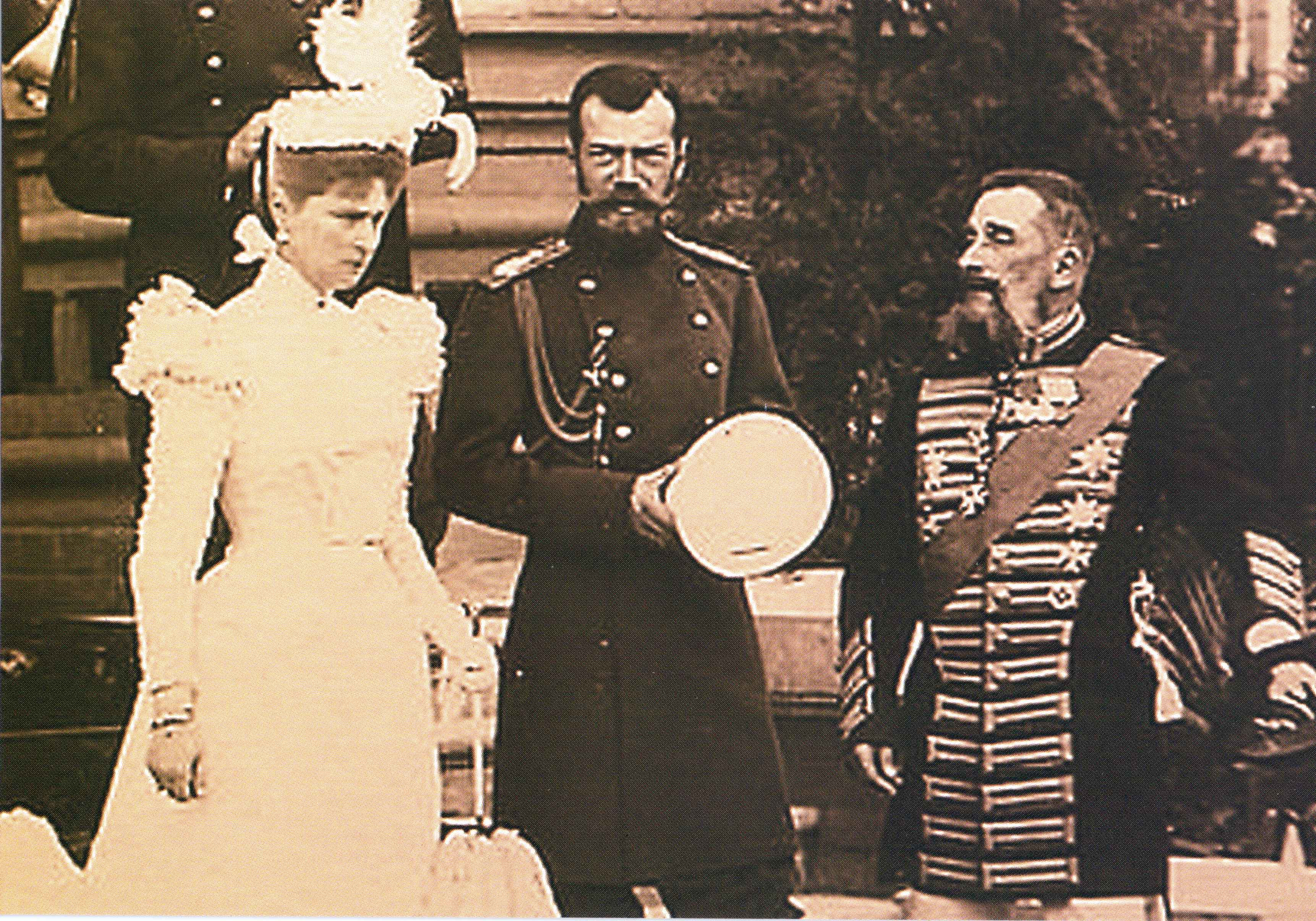
1900 рік. З імператорським подружжям у Борках на місці трущення імператорського потяга.

Перейшовши на роботу в Томськ, Тобізен зіткнувся з бажанням проектувальників майбутньої Транссибірської магістралі прокласти її в обхід Томська. Восени 1891 року він звернувся до міністра внутрішніх справ з проханням надати государю пояснювальну записку мешканців Томська, в якій вони наполягали на варіанті траси магістралі через Томськ. Згодом, магістраль таки пустили повз міста, побудував пізніше окрему гілку для з'єднання Транссибу з Томськом.
Також брав участь в комісії по складанню кошторису витрат для спорудження Великого Сибірського шляху і пов'язаних з цим допоміжних заходах (1893 рік), так само як в комісії по визначенню загальних положень для земельного устрою селян на казенних землях в Сибіру.
При Германі Тобізені у Томську з'явився іподром, а під час епідемії холери губернатор доклав масу зусиль, щоб організувати повноцінну медичну допомогу. Був обраний почесним громадянином Томська.
Тобизен різночасно призивався до обговорення проблем поземельного устрою селян Алтайського гірського округу на землях Кабінету Його Величності, впорядкування переселенського руху та інших. Був ініціатором припинення посилання в Західну Сибір і скасування тілесних покарань для жінок-волоцюг.
У грудні 1895 року Тобізен надав до міністерства внутрішніх справ клопотання мешканців селища Олександрівський Томської губернії про перейменування у селище Новомиколаївський «в честь Его Императорского Величества, благополучно ныне царствующего Государя императора» Миколи II (тепер Новосибірськ). Згодом у Новомиколаївську на честь губернатора була названа одна з центральних вулиць — Тобізеновська (у 1920 році перейменована у вулицю Максима Горького).
У 1895—1902 роках був губернатором Харкова.
У травні 1899 харківський губернатор Г. А. Тобізен брав  участь в урочистому  закладенні та освяченні (28 січня 1901) нової будівлі Харківської громадської бібліотеки (ХГБ).
2 січня 1902 року призначений сенатором, присутнім у першому загальних зборах Сенату.
Помер у Смоленську 9 січня 1917 року. Після його смерті журналісти писали, що в Харкові Православна церква чинила опір наміру громадськості відслужити панахиду за померлому Тобізену. За офіційною версією, це сталося через лютеранське сповідання покійного сановника.
Почесний громадянин м. Харкова.

## Родина
Він перебував у шлюбі, дружина — Зінаїда Семенівна Яковлева

## Нагороди
- Орден Святого Станіслава 3-го ст.;
- Орден Святої Анни 3-го ст.;
- Орден Святого Станіслава 2-го ст.;
- Орден Святої Анни 2-го ст.;
- Орден Святого Володимира 4-го ст.;
- Орден Святого Володимира 3-го ст.;
- Орден Святого Станіслава 1-го ст. (1886);
- Орден Святої Анни 1-го ст. (1890);
- Орден Святого Володимира 2-го ст. (1896);
- Орден Білого орла (1899);
- Найвища милість (1900);
- Найвища подяка (1906);
- Орден Святого Олександра Невського (1913);
- Діамантові знаки до ордена Святого Олександра Невського (1913).
- Медаль «В пам'ять царювання імператора Олександра III»;
- Медаль «В пам'ять коронації Імператора Миколи II»;
- Медаль «За працю з першого загального перепису населення» (1897);
- Відзнаку відмінної служби за XL років;
- Медаль «В пам'ять 300-річчя царювання дому Романових» (1913).

Іноземні:
- прусський Орден Святого Іоана Єрусалимського (1887);
- бухарський орден Золотої зірки 1-й ст. (1897);
- перський орден Лева і Сонця 1-й ст. (1900).